# Cypho
Cypho là một chi nằm trong họ Cá đạm bì, thuộc phân họ Pseudochrominae. Chi này chỉ có mặt ở ở một vài điểm ở phía tây Thái Bình Dương, xa nhất về phía đông là đến Tonga.

## Các loài
Chỉ có 2 loài được ghi nhận trong chi:
- Cypho purpurascens De Vis, 1884
- Cypho zaps A.C. Gill, 2004